# Dragutin Čermak
Dragutin Čermak (* 12. Oktober 1944 in Belgrad; † 12. Oktober 2021 ebenda) war ein jugoslawischer Basketballspieler und -trainer.

## Biografie
Dragutin Čermak kam 1944 als Sohn von Nedeljko Čermak, dem Präsidenten des KK Partizan Belgrad zur Welt. Auf Vereinsebene spielte er zwischen 1967 und 1980 für den KK Radnički Belgrad, den KK Partizan Belgrad, Nationale-Nederlanden Donar und den Fléron Basket Club.
Mit der Jugoslawischen Nationalmannschaft nahm er an den Olympischen Sommerspielen 1968 und Olympischen Sommerspielen 1972 teil. 1968 gewann die Mannschaft Silber. Ein Jahr später folgte eine weitere Silbermedaille bei der Europameisterschaft in Italien, die das Team 1971 erfolgreich verteidigte. 1970 konnte Čermak mit dem jugoslawischen Team bei der Weltmeisterschaft im eigenen Land den Titel gewinnen.
Nach seiner aktiven Karriere war er Trainer des Basketballvereins Eczacıbaşı Istanbul sowie der Algerischen Nationalmannschaft.